# Marcel Grossmann
Marcel Grossmann   (Budapest, 9 d'abril de 1878 - Zúric, 7 de setembre de 1936) va ser un matemàtic suís, íntim amic d'Albert Einstein.
Grossmann va néixer en el sí d'una antiga família suïssa que vivia a Budapest, on eren propietaris d'una empresa de maquinària. Fins als quinze anys ell també hi va viure, estudiant al prestigiós Institut Berzsenyi Dániel. El 1893, la família va retornar a Suïssa i Grossmann va acabar el seus estudis secundaris a la Oberrealschule de Basilea. El 1896 va ingressar al Politècnic de Zúric on va coincidir amb Albert Einstein i Mileva Marić amb els qui va establir una estreta amistat. En els darrers cursos, Einstein i Marić es van inclinar més per les classes de física, mentre que Grossmann, amb els seus col·legues Jakob Ehrat i Louis Kollros, van continuar amb les matemàtiques pures.
Graduats tots ells el 1900, Grossmann va començar la seva carrera docent als instituts de Frauenfeld i Basilea, mentre treballava per al seu doctorat, que va obtenir el 1902 a la universitat de Zúric (l'ETH encara no donava aquest grau) sota la direcció de Wilhelm Fiedler. El 1907 va obtenir la plaça de professor a l'ETH que havia deixat vacant Fiedler. Però el 1915 es van començar a manifestar els primers símptomes d'una malaltia degenerativa (una esclerosi) i el 1920 ja havia de demanar al seu col·lega Kollros que el substituís en algunes classes. El 1927 va ser baixa definitiva i el 1936 moria en el que va ser considerat més una redempció que una defunció.
Grossmann és recordat, sobre tot, perquè va ser qui va introduir Einstein a les matemàtiques necessàries per donar suport a la teoria de la relativitat. En un primer article conjunt de 1913, Entwurf einer verallgemeinerten Relativitätstheorie und einer Theorie der Gravitation introduïen el càlcul de tensors i en un altre de 1914, Kovarianz-eigenschaften der Feldgleichungen der auf die verallgemeinerte Relativitatstheorie, discutien el significat de la covariància en les seves equacions del camp gravitacional.
No es d'estranyar que, quan va morir, Einstein li adrecés a la seva vídua aquestes paraules de condol:
| «                 | Recordo els nostres dies d'estudiants. Ell, l'estudiant impecable; jo, desordenat i somniador. Ell amb bones relacions amb els professors i comprenent tothom; jo, un pària, descontent i poc estimat. Però vam ser bons amics i entre els meus records més feliços hi ha les nostres converses al Metropol davant un cafè gelat cada poques setmanes. | » |
| — Einstein, 1936, | |   |